# L'Homme au fusil
Pour plus de détails, voir Fiche technique et Distribution.
L'Homme au fusil (Man with the Gun) est un film américain réalisé par Richard Wilson, sorti en 1955.

## Synopsis
En 1870, dans l'Ouest américain, un professionnel est engagé pour nettoyer une ville terrorisée par des bandits.

## Fiche technique
- Titre : L'Homme au fusil
- Titre original : Man with the Gun
- Réalisation : Richard Wilson
- Scénario : Richard Wilson, N.B. Stone Jr.
- Production : Samuel Goldwyn Jr.
- Directeur de production : Frank Parmenter
- Musique : Alex North
- Directeur de la photographie : Lee Garmes
- Montage : Gene Milford
- Pays d'origine : États-Unis
- Format : Noir et blanc - Mono
- Genre : Western, Film d'aventures
- Durée : 83 minutes
- Dates de sortie : 
  -  : 5 novembre 1955
  -  : 2 mai 1956

## Distribution
- Robert Mitchum (VF : Roger Tréville) : Clint Tollinger
- Florenz Ames (VF : Georges Chamarat) : « Doc » Hughes
- Jan Sterling (VF : Nelly Benedetti) : Nelly Bain
- Karen Sharpe (VF : Béatrice Brunel) : Stella Atkins
- Henry Hull (VF : Camille Guérini) : Marshal Lee Sims
- Emile Meyer (VF : José Squinquel) : Saul Atkins
- John Lupton (VF : Marc Cassot) : Jeff Castle
- Barbara Lawrence (VF : Rolande Forest) : Ann Wakefield
- Ted DeCorsia (VF : Stéphane Audel) : Frenchy Lescaux
- Leo Gordon (VF : Claude Bertrand) : Ed Pinchot
- James Westerfield (VF : Jean Brochard) : M. Zender
- Jay Adler (VF : Robert Dalban) : Charles, le barman du palace

Acteurs non crédités
- Claude Akins (VF : Jean Violette) : Jim Reedy
- Angie Dickinson (VF : Lily Baron) : Kitty
- Maidie Norman : Sarah, servante de Nelly
- Stafford Repp : Arthur Jackson
- Robert Osterloh (VF : Georges Hubert) : Virg Trotter, le barman-membre du conseil